# 羅厄爾 (伊利諾伊州)
羅厄爾（英語：Rowell）是位於美國伊利諾伊州德威特縣的一個非建制地區。該地的面積和人口皆未知。

## 地理
羅厄爾的座標為40°04′19″N 89°01′46″W / 40.07194°N 89.02944°W，而該地的平均海拔高度為233米（即764英尺）。